# Hassan Jire Qalinle
Hassan Jire Qalinle (auch Jireh, Gire Qualinle oder Kalinle geschrieben) ist ein Politiker in der Somali-Region in Äthiopien. Er war von Juli 1993 bis April 1994 Präsident der Region und wurde danach Chef der Oppositionspartei Western Somali Democratic Party.

## Leben
Hassan Jire Qalinle gehört dem Somali-Clan der Ogadeni-Darod an, genauer deren Unterclan der Aulihan. Er war Pilot beim Police Air Wing in Somalia gewesen.
Nach dem Fall der ersten Regierung des neu gebildeten Bundesstaates Somali (mit Regionalpräsident Abdullahi Mohammed Saadi von der Ogaden National Liberation Front ONLF) wählte das Regionalparlament Hassan Jire Qalinle als Mitglied der Westsomalischen Befreiungsfront WSLF zum neuen Präsidenten. Die Führung der ONLF überzeugte Hassan Jire jedoch davon, sich „um der Sache der Ogadeni willen“ der ONLF anzuschließen, die als wichtigste Organisation des Ogadeni-Clans größtenteils die Unabhängigkeit der Region von Äthiopien anstrebte. In einem landesweit übertragenen Radiointerview gab Hassan Jire daher an, Mitglied der ONLF zu sein, wobei ihm sein ebenfalls neu gewählter Sekretär Eid Dahir Farah im selben Radioprogramm widersprach.
Im Februar 1994 stimmte das von ONLF/Ogadeni dominierte Regionalparlament dafür, das Recht auf Selbstbestimmung wahrzunehmen, also die Unabhängigkeit von Äthiopien anzustreben, was den einzelnen Regionen laut der äthiopischen Verfassung erlaubt ist. Weniger als zwei Monate später wurde Hassan Jire zusammen mit seinem Vizepräsidenten abgesetzt und durch Abdurahman Ugas Mahmud ersetzt, der seinerseits im Dezember 1994 entlassen wurde.
Hassan Jire kehrte später zur WSLF zurück. Diese sprach sich nun gegen eine Trennung der Region von Äthiopien aus und schloss sich 1994 mit der islamisch-traditionalistischen Partei Tadamun („Solidarität“) zur Western Somali Democratic Party (WSDP) zusammen. Dieser Zusammenschluss geschah im Hinblick auf die Wahlen 1995 und sollte die Ogadeni einen, da sich ein Zusammenrücken der verschiedenen Nicht-Ogadeni-Minderheitenclans in der Ethiopian Somali Democratic League mit Unterstützung der Zentralregierung abzeichnete. Hassan Jire wurde Parteichef der WSDP. Auch die ONLF wurde eingeladen, sich an der neuen Ogadeni-Partei zu beteiligen, die Verhandlungen verliefen jedoch erfolglos.